# Oplonia vincoides
Oplonia vincoides là một loài thực vật có hoa trong họ Ô rô. Loài này được (Lam.) Stearn mô tả khoa học đầu tiên năm 1971.